# Demesmaeker (Guust Flater)
Meneer Demesmaeker, ook wel geschreven als Meneer De Mesmaeker, is een stripfiguur uit de Guust-stripreeks. Hij verscheen voor het eerst in een strip die op 17 maart 1960 in Robbedoes werd gepubliceerd.
Hij is een rijke zakenman die in de strip altijd probeert een contract af te sluiten met het weekblad Robbedoes, wat echter nooit lukt.
Het personage ontstond na een tip van Greg, die Guusttekenaar André Franquin adviseerde om een personage op te voeren dat contracten komt tekenen waarbij Guust roet in het eten komt strooien. Aanvankelijk had het personage geen naam tot Jean De Mesmaeker (Jidéhem), medeauteur van Guust, opmerkte dat het personage op zijn vader lijkt. Na toestemming van de vader werd het personage dus "meneer Demesmaeker" gedoopt. De echte meneer De Mesmaeker werd er achteraf nog een aantal keer op zijn werk mee geconfronteerd.
Bij de publicatie in het stripblad Sjors heette de figuur 'Bulderbrock' - waarschijnlijk werd de naam 'Demesmaeker' als te Vlaams gezien.

## In populaire cultuur
- In de spin-off van Guust, Gastoon, speelt ook een Demesmaeker mee. Het is niet gespecificeerd welke band ze hebben.
- In het Steven Sterkalbum Oom Ponnes klaagt meneer Demesmaeker dat zijn koffer met contracten, "getekend en al", uit de trein is gegooid.
- In het album Vip, viper, vipst uit de reeks Robbedoes en Kwabbernoot is meneer Demesmaeker in een lift te zien.[3]
- Cartoonist Erik Meynen tekende ooit een parodie op Guust met Guy Verhofstadt als Guust Flater, Herman De Croo als Pruimpit en Louis Tobback als Demesmaeker. De cartoon is terug te vinden in de bundel De Jaren van Dehaene (1999).